# Saropogon aretalogus
Saropogon aretalogus är en tvåvingeart som beskrevs av Seguy 1953. Saropogon aretalogus ingår i släktet Saropogon och familjen rovflugor. Inga underarter finns listade i Catalogue of Life.